# PAS-22
O PAS-22 (também conhecido por AsiaSat 3 e HGS-1) era um satélite de comunicação geoestacionário que foi construído pela Hughes Aircraft, esteve colocado na posição orbital de 105.5 graus leste e foi operado primeiro pela AsiaSat, depois pela Hughes e por último pela PanAmSat. O satélite foi baseado na plataforma HS-601HP e sua expectativa de vida útil era de 15 anos.

## História
O satélite foi resgatado de uma órbita geoestacionária de transferência inutilizado por meio da gravidade da Lua.
O AsiaSat 3 foi lançado em 1997 pela AsiaSat Ltd de Hong Kong para fornecer comunicações e serviços de televisão na Ásia, Oriente Médio e Australásia, foi colocado na posição órbita de 105.5° E. No entanto, uma falha da quarta fase do bloco acelerador DM3 deixou o satélite encalhado numa órbita altamente inclinada (51 graus), embora ainda totalmente funcional. Foi declarado uma perda total pelas seguradoras. O satélite foi transferido para a Hughes Global Services Inc., com um acordo para dividir os lucros com as seguradoras.
Edward Belbruno e Rex Ridenoure ouviram falar sobre o problema e propuseram um mês de transferência em baixa trajetória 3-5 energia que iria balançar após a Lua e deixar o satélite em órbita geoestacionária em torno da Terra. A Hughes não tinha capacidade de controlar o satélite a uma distância tal, e optou, em vez de uma trajetória de retorno livre estilo Apollo que exigia apenas alguns dias para ser concluído. Esta manobra removeu apenas 40 graus de inclinação orbital e não deixou o satélite em uma órbita geoestacionária, ao passo que a manobra de Belbruno teria retirado todos os 51 graus de inclinação e deixou-o em órbita geoestacionária.
Embora a Hughes acabou não usando a trajetória de transferência de baixa energia, o discernimento para usar um desvio gravidade lunar foi fundamental para o resgate do satélite. A Hughes não tinha considerado essa opção até que foi contatado por Ridenoure.
Depois que o satélite estava em uma órbita estável, o mesmo foi ordenado a liberar seus painéis solares, que haviam sido arrumados durante a decolagem e manobras. Dos dois painéis solares do satélite único lançado, e tornou-se evidente que o aparato a bordo não estava funcionando corretamente, que os cientistas atribuíram a ciclos de aquecimento e resfriamento nos satélites que operam em faixas não concebidos para viajar para a órbita correta. Em 1999, o HGS-1 foi adquirido pela PanAmSat, foi renomeado para PAS-22, e mudou-se para 60° W. Foi desativado em julho de 2002, e se mudou para uma órbita cemitério.

## Lançamento
O satélite foi lançado ao espaço em 24 de dezembro de 1997, às 23:19 UTC, a bordo de um foguete Proton-K/Blok-DM3 a partir do Cosmódromo de Baikonur, no Cazaquistão. Tinha uma massa de lançamento de 6.200 kg.